# Jimi Suomi
Jimi Suomi (né le 1er mars 2003 à Espoo en Finlande) est un joueur finlandais de hockey sur glace. Il évolue à la position de défenseur.

## Biographie

### Carrière junior
Suomi commence sa carrière junior avec le Espoo Blues en 2015-2016. Il dispute le Tournoi international de Québec, où son équipe se classe à la 8e place.
En 2017-2018, il dispute 14 matchs avec les moins de 16 ans, récoltant 7 points. La saison suivante, il joue 37 rencontres de saison régulière pour 28 points avec les moins de 16 ans et 2 matchs en série éliminatoire, amassant 3 points. En 2019-2020, il fait le saut directement dans le contingent des moins de 20 ans, disputant 37 matchs pour un total de 12 points.
Lors de la saison 2019-2020, il se joint au Jokerit avec qui il dispute 15 matchs en moins de 20 ans pour 11 points.
En 2021-2022, il s'engage avec le TPS, disputant 12 matchs de saison régulière pour 15 points en moins de 20 ans. Lors des séries éliminatoires, il dispute 6 rencontres pour un point. Son équipe remporte la petite finale, terminant à la 3e place du championnat.

### En club
Suomi commence sa carrière professionnelle avec le TPS en Liiga, lors de la saison 2021-2022. Il dispute son premier match le 9 septembre 2021, lors d'une victoire 5-3 face au Lukko. Il y inscrit son premier point, une passe. Il marque son premier but le 19 février 2022, lors d'une victoire 2-1 face au HPK. Son équipe termine vice-championne de la Liiga.
Il dispute également 5 matchs lors de la phase de groupe de la Ligue des champions avec son équipe, obtenant une passe .
En prévision du repêchage de 2022, la centrale de recrutement de la LNH le classe au 112e rang des espoirs européens chez les patineurs.

### En équipe nationale
Suomi représente son pays, la Finlande depuis la saison 2015-2016, avec le contingent des moins de 13 ans.
Il prend part au Défi mondial des moins de 17 ans en 2019. La Finlande termine à la 7e et avant dernière place.
Il participe au Championnat du monde moins de 18 ans en 2021. La Finlande se classant à la 4e place, perdant la petite finale face à la Suède sur le score de 0-8.

## Statistiques

### En club
| Saison    | Équipe           | Ligue                           |    | Saison régulière | Saison régulière | Saison régulière | Saison régulière | Saison régulière |   | Séries éliminatoires | Séries éliminatoires | Séries éliminatoires | Séries éliminatoires | Séries éliminatoires |
| Saison    | Équipe           | Ligue                           | PJ | B                | A                | Pts              | Pun              | PJ               | B | A                    | Pts                  | Pun                  |                      |                      |
| 2015-2016 | Espoo Blues U12  | Tournoi international de Québec | 2  | 1                | 1                | 2                | 2                | -                | - | -                    | -                    | -                    |                      |                      |
| 2017-2018 | Espoo Blues U16  | U16 SM-sarja Q                  | 9  | 2                | 4                | 6                | 0                | -                | - | -                    | -                    | -                    |                      |                      |
| 2017-2018 | Espoo Blues U16  | U16 SM-sarja                    | 5  | 0                | 1                | 1                | 2                | -                | - | -                    | -                    | -                    |                      |                      |
| 2018-2019 | Espoo Blues U16  | U16 SM-sarja Q                  | 21 | 3                | 11               | 14               | 10               | -                | - | -                    | -                    | -                    |                      |                      |
| 2018-2019 | Espoo Blues U16  | U16 SM-sarja                    | 16 | 3                | 11               | 14               | 6                | 2                | 1 | 2                    | 3                    | 0                    |                      |                      |
| 2019-2020 | Espoo Blues U20  | U20 SM-sarja                    | 37 | 1                | 11               | 12               | 8                | -                | - | -                    | -                    | -                    |                      |                      |
| 2020-2021 | Jokerit - 20 ans | U20 SM-sarja                    | 15 | 1                | 10               | 11               | 18               | -                | - | -                    | -                    | -                    |                      |                      |
| 2021-2022 | TPS - 20 ans     | U20 SM-sarja                    | 12 | 5                | 10               | 15               | 14               | 6                | 1 | 0                    | 1                    | 4                    |                      |                      |
| 2021-2022 | TPS              | Liiga                           | 30 | 1                | 5                | 6                | 10               | 1                | 0 | 0                    | 0                    | 0                    |                      |                      |
| 2021-2022 | TPS              | Ligue des champions             | 5  | 0                | 1                | 1                | 0                | -                | - | -                    | -                    | -                    |                      |                      |
| 2022-2023 | TPS - 20 ans     | U20 SM-sarja                    | 13 | 2                | 5                | 7                | 2                | 5                | 0 | 0                    | 0                    | 6                    |                      |                      |
| 2022-2023 | TPS              | Liiga                           | 21 | 1                | 2                | 3                | 2                | -                | - | -                    | -                    | -                    |                      |                      |

### En équipe nationale
| Année     | Équipe            | Compétition                          |    | PJ | B | A | Pts | Pun               |  | Résultat |
| 2015-2016 | Finlande - 13 ans | WSI U13                              | 7  | 0  | 2 | 2 | 6   |                   |  |          |
| 2016-2017 | Finlande - 14 ans | WSI U14                              | 7  | 1  | 0 | 1 | 0   |                   |  |          |
| 2018-2019 | Finlande - 16 ans | International                        | 8  | 0  | 1 | 1 | 0   |                   |  |          |
| 2019      | Finlande - 17 ans | Défi mondial des moins de 17 ans     | 4  | 0  | 2 | 2 | 2   | 7e place          |  |          |
| 2019-2020 | Finlande M17      | International                        | 15 | 2  | 4 | 6 | 8   |                   |  |          |
| 2021      | Finlande - 18 ans | Championnat du monde moins de 18 ans | 7  | 0  | 4 | 4 | 0   | 4e place          |  |          |
| 2021-2022 | Finlande - 20 ans | International                        | 4  | 1  | 0 | 1 | 2   |                   |  |          |
| 2022      | Finlande - 20 ans | Championnat du monde junior          | 5  | 0  | 1 | 1 | 2   | Médaille d'argent |  |          |

## Trophées et honneurs personnels

### U20 SM-sarja
- 2021-2022 : médaille de bronze avec le TPS.